# Liste der Einträge im National Register of Historic Places im Fentress County
Diese Liste der Einträge im National Register of Historic Places im Fentress County enthält alle im Fentress County, Tennessee in das National Register of Historic Places eingetragenen Gebäude, Bauwerke, Objekte, Stätten oder historischen Distrikte.
Diese Liste entspricht dem Bearbeitungsstand des National Park Service/National Register of Historic Places vom 4. Oktober 2024.

## Legende
| NRHP | Historic Place                      |
| NHLD | National Historic Landmark District |
| HD   | National Historic District          |

## Aktuelle Einträge
| [ 2 ] | Name                                                   | Bild                                                   | Eintragsdatum                 | Lage | Ort       | Beschreibung |
| ----- | ------------------------------------------------------ | ------------------------------------------------------ | ----------------------------- | --- | --------- | ------------ |
| 1     | Allardt Historic District                              | Allardt Historic District                              | 29. Okt. 1991 ID-Nr. 91001593 | an der Straßenkreuzung der Tennessee State Route 52 mit der Base Line Road 36° 22′ 46″ N, 84° 52′ 31″ W | Allardt   |              |
| 2     | Allardt Presbyterian Church                            | Allardt Presbyterian Church                            | 3. Juli 1991 ID-Nr. 91000818  | Tennessee State Route 52 36° 22′ 55″ N, 84° 53′ 3″ W                                                    | Allardt   |              |
| 3     | James Beaty General Merchandise Store                  | James Beaty General Merchandise Store                  | 18. Dez. 2013 ID-Nr. 13000947 | 5004 Alvin York Hwy. 36° 16′ 0,9″ N, 84° 59′ 5,2″ W                                                     | Grimsley  |              |
| 4     | Davidson School                                        | Davidson School                                        | 7. Jan. 1993 ID-Nr. 92001739  | Tennessee State Route 85 36° 16′ 42″ N, 85° 6′ 15,8″ W                                                  | Davidson  |              |
| 5     | Forbus Historic District                               | Forbus Historic District                               | 3. Juli 1991 ID-Nr. 91000821  | Tennessee State Route 28 und U.S. Route 127, westlich von Pall Mall 36° 33′ 54″ N, 85° 0′ 42″ W         | Forbus    |              |
| 6     | Gernt Office                                           | Gernt Office                                           | 3. Juli 1991 ID-Nr. 91000819  | Tennessee State Route 52 36° 22′ 51″ N, 84° 53′ 2″ W                                                    | Allardt   |              |
| 7     | Bruno Gernt House                                      | Bruno Gernt House                                      | 6. März 1987 ID-Nr. 87000391  | Base Line Road 36° 22′ 44″ N, 84° 52′ 19,9″ W                                                           | Allardt   |              |
| 8     | Old Fentress County Jail                               | Old Fentress County Jail                               | 24. Mai 1984 ID-Nr. 84003536  | N. Smith St. und Tennessee State Route 52 36° 25′ 40″ N, 84° 55′ 57″ W                                  | Jamestown |              |
| 9     | Sergeant York Historic Area                            | Sergeant York Historic Area                            | 11. Apr. 1973 ID-Nr. 73001763 | in der Nähe des Alvin York Highway 36° 32′ 52″ N, 84° 57′ 43,2″ W                                       | Pall Mall |              |
| 10    | Alvin C. York Agricultural Institute Historic District | Alvin C. York Agricultural Institute Historic District | 20. Sep. 1991 ID-Nr. 91001378 | U.S. Route 127, südlich der Einmündung der Tennessee State Route 154 36° 26′ 38,3″ N, 84° 56′ 13″ W     | Jamestown |              |
| 11    | Alvin Cullom York Farm                                 | weitere Bilder                                         | 11. Mai 1976 ID-Nr. 76001773  | U.S. Route 127 36° 32′ 35,8″ N, 84° 57′ 35″ W                                                           | Pall Mall |              |
| 12    | Youngs Historic District                               | Youngs Historic District                               | 16. Okt. 1991 ID-Nr. 91000820 | an der Straßenkreuzung der Indiana und Portland Avenue 36° 22′ 44″ N, 84° 53′ 2″ W                      | Allardt   |              |